# Qualitätswein bestimmter Anbaugebiete
Qualitätswein bestimmter Anbaugebiete is in de Duitse wijnbouw een aanduiding voor wijn dat bepaalde wijnbouwstreken daar waar wijn met een bepaald kwaliteitsniveau wordt geproduceerd. Op wijnfles-etiketten wordt dit vaak aangeduid met de afkorting QbA. Deze kwaliteitstrap ligt hoger dan "tafelwijn" en "landwijn" (in het Duits respectievelijk Tafelwein en Landwein), maar lager dan predicaatwijn (Prädikatswein), dat aangegeven wordt met QbA mit Prädikat.
De wijn uit de diverse wijnstreken moet worden geproduceerd van bepaalde goedgekeurde rassen van de soort Vitis vinifera. De hogere eisen die aan de wijn worden gesteld richten zich vooral op de potentiële rijpheid van de druiven. Het mostgewicht moet daarbij tussen 50° en 72° Oechsle liggen. Chaptalisatie – in het Duits Anreicherung of Verbesserung genoemd – is onder voorwaarden toegestaan.
Alle wijnen worden aan een onderzoek onderworpen, zowel analytisch, chemisch, organoleptisch als juridisch. Hierna krijgt de betreffende wijn een zogenaamd "amtliche Prüfungsnummer". Dit registratienummer geeft aan waar deze wijn vandaan komt, wie deze gemaakt heeft en welke partij/fust het bij de keuring betrof. Duitse wijn moet minstens een potentieel alcoholpercentage van 9% hebben. Heeft een wijn een alcoholpercentage van 7%, dan zal het restzoet in die wijn minstens 2% moeten vertegenwoordigen.

## Andere landen
Soortgelijke indeling van wijnbouwgebieden in relatie met kwaliteitswijnbouw kent men ook in andere landen. In Frankrijk zou dat binnen de AOC wijn uit één bepaalde wijngemeente kunnen zijn, hoewel daar hogere eisen worden gesteld. In Italië kent men de DOC waarbinnen de Classico een vergelijkbare aanduiding is.